# The Pass (film 2016)
The Pass è un film del 2016 diretto da Ben A. Williams.
Basato sull'omonima opera teatrale di John Donnelly (anche sceneggiatore), il film affronta il tema dell'omosessualità nel mondo del calcio.

## Trama
Jason e Ade sono due giovani calciatori professionisti che giocano nella Premier League. Si trovano in Romania per disputare un importante incontro in Champions League e nella loro stanza d'albergo, invece di dormire in vista della partita, passano il tempo a discutere, punzecchiarsi e a divertirsi. Inaspettatamente uno bacia sulla bocca l'altro e da quel momento niente sarà più come prima. 
Quel momento intimo segna inesorabilmente i prossimi dieci anni delle loro vite. Un decennio di fallimenti, successi e bugie, in un mondo sportivo dove l'immagine e l'apparenza sono tutto.

## Distribuzione
Il film è stato selezionato come film d'apertura della 30ª edizione del BFI Flare: London LGBT Film Festival. È stato inoltre presentato al 60º London Film Festival.

## Riconoscimenti
- 2016 - British Independent Film Awards
  - Candidatura per il Miglior attore non protagonista a Arinzé Kene
- 2017 - British Academy Film Awards
  - Candidatura per il Miglior debutto di un regista, sceneggiatore o produttore britannico a John Donnelly (sceneggiatore) e Ben A. Williams (regista)